# Jan Jurjewicz Zabrzeziński
Jan Jurjewicz Zabrzeziński herbu Leliwa (ur. 1437, zm. 2 lutego 1508) – marszałek hospodarski od 1482, kasztelan trocki od 1492, namiestnik nowogródzki od 1496–1498, wojewoda trocki 1487–1498, marszałek wielki litewski w latach 1498–1505, właściciel Międzyrzeca Podlaskiego.

## Życiorys
24 lipca 1499 roku podpisał w Wilnie akt odnawiający unię polsko-litewską.
W czasie najazdu chana krymskiego Mengli I Gireja na Litwę w roku 1500 oddziały tatarskie dotarły aż na Podlasie. Właściciel miasta wojewoda trocki Jan Zabrzeziński nie tylko zorganizował obronę, ale zdążył w porę przybyć z odsieczą. Tradycja miejscowa w Międzyrzecu do XIX wieku przekazywała legendę, iż przy moście na Piszczce została rozbita horda tatarska i dlatego most ten do czasów obecnych międzyrzeczanie nazywają Hordowym Mostem.
Był sygnatariuszem unii piotrkowsko-mielnickiej 1501 roku. Zwolennik unii mielnickiej. Po jej odrzuceniu w Brześciu w 1505 roku stracił wszystkie urzędy. Podpisał konstytucję Nihil novi na sejmie w Radomiu w 1505 roku.
Prawdopodobnie ufundował monaster św. Onufrego w Jabłecznej, chociaż z powodu zaginięcia dokumentów fundacyjnych nie da się tego faktu całkowicie potwierdzić.
Zamordowany skrytobójczo w Grodnie z rozkazu kniazia Michała Glińskiego, który przeszedł na stronę Moskwy.
Poślubił Annę Nasutę h. Rawicz, jedyną córkę Jana (zm. 1484), kasztelana drohickiego, starosty kamienieckiego, drohickiego, brzeskiego i grodzieńskiego, dziedzica Niemojek w ziemi drohickiej, i Korczewskiej. Anna Nasuta wniosła w posagu pokaźne dobra, w tym Niemojki.
Dzieci Jana Zabrzezińskiego z Anną:
- Jan, żonaty z Zofią Radziwiłłówną, córką Mikołaja, a następnie z Barbarą Kieżgajło, córką Stanisława
- Jadwiga za Jerzym Iliniczem
- Jerzy, żonaty z Ludmiłą Orszanką[8]